# Rodovia Anchieta
De Rodovia Anchieta, officiële naam: SP-150, is een autosnelweg in de Braziliaanse staat São Paulo. De weg heeft een lengte van 58 km, en verbindt de hoofdstad São Paulo met de havenstad Santos. Het is de drukste weg voor goederenvervoer in het land.
De weg heeft veel viaducten en tunnels, met name waar hij de Serra do Mar doorkruist. De rijrichting van de rijbanen kan veranderd worden naargelang de drukte. De weg is genoemd naar de heilige José de Anchieta.